# Babys (Film)
Babys ist ein französischer Dokumentarfilm aus dem Jahr 2010, der vier Säuglinge aus verschiedenen Regionen der Erde in ihrem ersten Lebensjahr zeigt. Es handelt sich dabei um Ponijao aus Opuwo (vom Volk der Himba) in Namibia, Bayar aus Bayanchandmani in der Mongolei, Mari aus Tokio in Japan und Hattie aus San Francisco in den USA.
Der französische Regisseur Thomas Balmès sagte über sein Werk: „Mir geht es in meinem Film um die Vielfalt der Kulturen. Die lässt sich mit einfachen Mitteln recht eindrucksvoll anhand dieser Babys und der Umgebung, in die sie hineingeboren wurden, zeigen.“ Die Eltern der Kinder stimmten den Dreharbeiten aus unterschiedlichen Gründen zu. Die Mutter von Ponijao aus Namibia sah so die Möglichkeit der ärztlichen Betreuung, die Mutter von Hattie aus den USA versprach sich einen „allgemeingültigen Blick auf die Kindheit. Wir fanden es für Hattie interessant, auf diese Weise einen Bezug zu anderen Ländern zu bekommen“.

## Rezensionen
„Ohne Worte, aber voller Kuschelpop geht es in 78 Minuten um den Globus. Mehr Niedlichkeit gabs nie.“

„Eine kritische Analyse über unterschiedliche Entwicklungsbedingungen und spätere Chancen der Kinder liefert der Film nicht. Hinter den süßen Babygesichtern verbirgt sich jedoch ein stiller Mahnruf des Regisseurs an die Eltern der westlichen Welt. In ihrer oft übertriebenen Ängstlichkeit und Fürsorge versäumen sie mitunter, ihren Kindern Raum zu lassen.“

„Erklärt wird hier nichts, die Bilder sprechen für sich. […] Im Grunde sind es nicht die kulturellen Unterschiede, die besonders herausstechen, es ist die Gemeinsamkeit. Wenn der oder die Kleine die Eltern bis über beide Backen anstrahlt, dann wird alles andere ganz unwichtig.“

„‚Babys‘ ist ein sehr intensiver Dokumentarfilm, der – ganz klar – Eltern anspricht. […] Aber nicht nur Eltern sitzen hier im Kinosessel richtig: Allein die tollen Aufnahmen aus den verschiedenen Ländern sind zum Teil so schön und ausdrucksstark, dass man an ‚Babys‘ auch große Freude haben kann, wenn die Familienplanung noch nicht in greifbarer Nähe ist.“

„‚Babys‘ ist, im besten Sinne, ein Exkursionsfilm, in eine andere Welt. Eine Welt, die allein durch die ungewohnte Perspektive entsteht, die Kamera ist niedriggestellt, meist am Boden. Und filmt dort das Abenteuer, die Welt zu erfahren, ihre Objekte zu packen, Orientierung zu suchen.“

„...nur trägt gerade diese schrecklich tolerante Allesgleichmacherei, die den ganzen Film prägt, dazu bei, dass die Zuschauer, die es anginge, alles nach fünf Minuten wieder vergessen haben. Die Ideologie, nach der die Natur immer recht hat, und die hier gepflegte reduktionistische Moral des Naturalismus sind genauso reaktionär wie jene in Tierfilmen.“